# Sombras
O reino dos mortos, das sombras dá um caráter místico-religioso à técnica do teatro de sombras. Em muitos países orientais, o teatro de sombras caracteriza o contato com os mortos, que voltam sobre forma das sombras (sombra = alma), para trazer suas bênçãos divinas para os vivos.
Uma lenda fala do Imperador Wu, cuja esposa, a quem muito amava, morreu. Um sábio do reino – Shao Wong – projetou uma silhueta da rainha contra uma cortina - através de luz- e fez o imperador acreditar que aquela sombra era a alma de sua amada e que ele podia falar com ela. Registros escritos datam o início do teatro de sombras por volta do ano 1.000 a 1.500, embora se saiba que já existiam muito antes. O país de origem permanece não comprovado.
O teatro de sombras pode ser mostrado através de uma tapadeira, que deixa passar a luz, com exceção da Tailândia, onde elas agem na frente da tapadeira. O número de manipuladores, também varia; enquanto na Indonésia, Egito e Turquia é apenas um, na China, Tailândia e Índia são vários. Os espetáculos são acompanhados de música, tendo cada personagem sua melodia própria..